# 21629 Siperstein
A 21629 Siperstein (ideiglenes jelöléssel 1999 NT8) a Naprendszer kisbolygóövében található aszteroida. A LINEAR projekt keretében fedezték fel 1999. július 13-án.